# Світляк (персонаж)
Світляк (англ. Firefly) — персонаж всесвіту DC Comics, створений Францом Герроном і Діком Спренгом. Він є суперлиходієм, ворогом Бетмена. Вперше з'явилися у Detective Comics #184 (червень 1952).

## Біографія

### Pre-Crisis
Світляк був вперше представлений як Гарфілд Ліннс, колишній експерт з візуальних ефектів, який намагається пограбувати театр під час підробної пожежі, але зрештою заарештований Бетменом і Робіном. Йому вдається втекти з-під варти двох. Натхненний тим, що сталось, Ліннс сконструював броню і взяв псевдонім «Світляк», здійснюючи свої злочини за допомогою візуальних ефектів і оптичних ілюзій.
Другий Світляк, Тед Карсон, колишній заможний власник золотих копалень, який, однак, витратив весь свій сімейний стан на азартних іграх. Він приймає рішення вести злочинне життя, щоб зберегти свій розкішний спосіб життя.

## Post-Crisis
У Посткризовому світі, Гарфілд Ліннс є експертом з вибухових речовин і піротехніки, але стає жертвою страшної економічної кризи, яка руйнує Готем-сіті. Через це він починає злочинну діяльність, крім того, у нього з'явились перші ознаки психологічної нестійкості та піроманії. Його одержимість перетворює його у професійного піромана, який бачить одкровення від видінь у полум'ї, яке викликає. Ліннс проєктує і будує свою броню, з вогнеметом, гранатометом, ракетницею, вибуховими речовинами різних видів та електронними крилами, які дозволяють йому літати.

## Телебачення
Гарфілд Ліннс з'являється у мультсеріалах «Нові пригоди Бетмена», «Ліга справедливості», «Бетмен (2004)» і Бетмен: Відважний і сміливий, десятому епізоді телесеріалу «Стріла». У мультсеріалі «Бетмен майбутнього» костюм Світляка висить на стіні Бат-печери.

## Ігри
Світляк з'являється у наступних іграх:
- Batman: Gotham City Racer, розроблена Ubisoft (2001)
- Lego Batman: The Videogame, розроблена Traveller's Tales (2008)
- DC Universe Online, розроблена Sony Online Austin (2011)
- Batman: Arkham Origins, розроблена Warner Bros. Games Montreal (2013)
- Lego Batman 3: Beyond Gotham, розроблена Traveller's Tales і Feral Interactive (2014)
- Batman: Arkham Knight, розроблена Rocksteady Studios (2015)

## Інше
Попри те, що Світляка немає у фільмі Темний лицар (2008), фігурка персонажа була включена до лінії іграшок фільму.